# Charonias theano
Charonias theano är en fjärilsart som först beskrevs av Jean Baptiste Boisduval 1836.  Charonias theano ingår i släktet Charonias och familjen vitfjärilar. Inga underarter finns listade i Catalogue of Life.